# Bedford (Wirginia)
Bedford – miasto w stanie Wirginia w hrabstwie Bedford w Stanach Zjednoczonych.
- Powierzchnia: 17,9 km²
- Ludność: 6 299 (2000)